# Falling Out (Peter Bjorn and John)
Falling Out è il secondo album in studio del gruppo musicale svedese Peter Bjorn and John, pubblicato il 4 ottobre 2004.

## Tracce
1. Far Away, By My Side – 3:22
2. Money – 4:02
3. It Beats Me Every Time – 3:37
4. Does It Matter Now? – 4:33
5. Big Black Coffin – 6:31
6. Start Making Sense – 2:14
7. Teen Love (The Concretes cover) – 3:37
8. All Those Expectations – 4:53
9. Tailormade – 5:36
10. Goodbye Again, Or... – 2:02

## Formazione
- Peter Morén – voce, chitarra, armonica
- Björn Yttling – voce, basso, tastiere
- John Eriksson – batteria, percussioni, voce